# Liste der Baudenkmale in Züssow
In der Liste der Baudenkmale in der Gemeinde Züssow sind alle denkmalgeschützten Bauten der Gemeinde Züssow (Mecklenburg-Vorpommern) und ihrer Ortsteile aufgelistet. Grundlage ist die Veröffentlichung der Denkmalliste des Landkreises Ostvorpommern mit dem Stand vom 30. Dezember 1996. 

## Baudenkmale nach Ortsteilen

### Züssow
| ID | Lage                     | Bezeichnung          | Beschreibung | Bild                 |
| -- | ------------------------ | -------------------- | --- | -------------------- |
|    | Bahnhofsvorplatz (Karte) | Bahnhof              | 1- und 2-gesch. Ziegelbau an der Bahnstrecke Angermünde-Stralsund von ab 1863 | Bahnhof              |
|    | Kirchhof (Karte)         | Zwölf Apostel Kirche | Gotische Feldsteinkirche mit Backsteinelementen vom 14. Jahrhundert; Turm 1765 abgetragen; Innen: Wandmalerei, spätgotische Altarretabel, Kanzel von 1687, Altar von 1946, Grüneberg - Orgel von um 1860. | Zwölf Apostel Kirche |

### Oldenburg
| ID | Lage      | Bezeichnung | Beschreibung | Bild |
| -- | --------- | ----------- | ------------ | ---- |
|    | Waldweg 8 | Büdnerei    |              |      |

### Ranzin
| ID | Lage                  | Bezeichnung                       | Beschreibung | Bild                              |
| -- | --------------------- | --------------------------------- | --- | --------------------------------- |
|    | Dorfstraße 9 (Karte)  | Stall                             | Fachwerkbau auf Feldsteinsockel, teilweise in den Fächern verputzt | Stall                             |
|    | Dorfstraße 10 (Karte) | Büdnerei                          | Putzbau, mit Gaststättenanbau (jetzt Gemeinderaum) | Büdnerei                          |
|    | Dorfstraße 11 (Karte) | Wohnhaus                          | Fachwerkgebäude auf Feldsteinsockel, Fächer verputzt | Wohnhaus                          |
|    | Dorfstraße 17 (Karte) | Brennerei, jetzt Wohnhaus         | Feldsteingebäude mit Backsteinelementen | Brennerei, jetzt Wohnhaus         |
|    | Gut (Karte)           | Gutsanlage mit Gutshaus (Schloss) | Sanierter, 3-gesch., 11-achs. Putzbau von 1877 mit Mittelrisalit; dazu Verwalterhaus, Schafstall, Schweinestall, Gutspark, Parkmauer, Allee und Relief am Gärtnerhaus; nach 1945 Altenheim, später Lehrlingswohnheim mit Berufsschule, heute Hotel.                                                                                   | Gutsanlage mit Gutshaus (Schloss) |
|    | Kirchhof (Karte)      | Kirche                            | Frühgotische Feldsteinkirche vom späten 13. Jahrhundert mit Backsteinelementen; Chor mit Kreuzrippengewölbe; Westturm mit spätgotischen Feldsteinsockel und neugotischem Obergeschoss aus Backstein von 1861; Innen: ma. Wand- und Gewölbemalerei 1968 freigelegt, Taufbecken von 1872, Orgel von 1911 aus der Grüneberg - Werkstatt. | Kirche                            |

## Quelle
- Bericht über die Erstellung der Denkmallisten sowie über die Verwaltungspraxis bei der Benachrichtigung der Eigentümer und Gemeinden sowie über die Handhabung von Änderungswünschen (Stand: Juni 1997; PDF, 934 kB)